# Jožef Pustaj
Jožef Pustaj (resnično ime je Jožef Pozderec, madžarsko Pusztai József), slovenski pisatelj, pesnik, novinar, učitelj in kantor na Madžarskem. * 26. januar 1864 Beltinci, † 13. februar 1934, Beltinci. Njegov psevdonim je Tibor Andorhegyi.
Rodil se je v Slovenski krajini (danes Prekmurje in Porabje), v Zalski županiji, njegova starša sta bila Janoš Pozderec in Frančiška Nemec. Svoje ime je pomadžaril v Pusztai. V Beltincih je hodil v osnovno šolo, potem je študiral za učitelja v Čakovcu v Međimurju. Študiral je tudi v Pečuju (Pécs), kjer je pridobil diplomo, govoril je hrvaško, nemško in verjetno tudi slovensko.
Do leta 1889 je delal v Őrségu v vasi Szőce, potem v Martjancih do leta 1919 kot učitelj in kantor. Tukaj je z župnikom Jožefom Bagarijem in Jožefom Borovnjakom napisal veliko katoliško pesmarico in molitvenik v prekmurščini. Pustaj je več pesmi napisal dvojezično: pri prevedenih madžarskih pesmah je napisal tudi originalno madžarsko verzijo. Pisal je članke v dvojezičnem (madžarsko-prekmurski) časopisu Muraszombat és Vidéke in urejal koledar Dober pajdás do leta 1901. Napisal je še dva molitvenika in sanjsko knjigo samo v prekmurščini.
Umrl je v Beltincih.

## Dela
- Krscsánszko katholicsánszke cerkvene peszmi z potrejbnimi molitvami i vnógimi vogrszkimi peszmami. Bpest, 1893.
- Paduánszki szvéti Anton ino krűh sziromákov. Návo vrásztvo za nevól zsivlenya. Z dopüscenyom »Szvétoga Stevana Drüstva« na sztári szlovenszki jezik obrnyeno. 1898
- Dober pajdás (1899, 1900, 1901)
- Mála molitvena kniga z potrejbnimi molitvani i vnó gimi peszmami za katholicsanszko mladézen. U. ott, 1900.
- Nóve szlovenszke szenszke knige (1909), Ivan Škafar predpostavlja, da je avtor Pustai